# Campeonato das Nações Africanas de 2009
O Campeonato das Nações Africanas de 2009, também conhecido como CHAN 2009, foi a primeira edição do Campeonato das Nações Africanas, torneio bianual organizado pela Confederação Africana de Futebol (CAF) e disputado por seleções africanas cujos jogadores atuam em clubes de de futebol do seu próprio país. Foi realizada entre 22 de fevereiro e 8 de março na Costa do Marfim.
A Seleção de Futebol da República Democrática do Congo sagrou-se campeã da primeira edição do novo torneio após derrotar a Seleção Ganesa de Futebol na grande final pelo placar de 2–0.

## Seleções classificadas
| Seleções                    | Regiões          | Participações | Melhor performance |
| --------------------------- | ---------------- | ------------- | ------------------ |
| Costa do Marfim (país-sede) | África Ocidental | 1.ª vez       | Estreante          |
| Gana                        | África Ocidental | 1.ª vez       | Estreante          |
| Senegal                     | África Ocidental | 1.ª vez       | Estreante          |
| Líbia                       | Norte da África  | 1.ª vez       | Estreante          |
| RD Congo                    | África Central   | 1.ª vez       | Estreante          |
| Tanzânia                    | África Oriental  | 1.ª vez       | Estreante          |
| África do Sul               | África Austral   | 1.ª vez       | Estreante          |
| Zimbabwe                    | África Austral   | 1.ª vez       | Estreante          |

## Sedes oficiais
| Abidjã                         | Abidjã Bouaké | Bouaké                   |
| Estádio Félix Houphouët-Boigny | Abidjã Bouaké | Estádio da Paz de Bouaké |
| Capacidade: 35 000             | Abidjã Bouaké | Capacidade: 40 000       |
|                                | Abidjã Bouaké |                          |

## Fase de grupos

### Critérios de desempate
As posições ocupadas por cada uma das seleções em seus respectivos grupos correspondem ao número de pontos marcados (3 pontos em caso de vitória, 1 ponto em caso de empate e 0 ponto em caso de derrota). Caso haja empate em número de pontos entre duas ou mais seleções, os seguintes critérios de desempate serão aplicados nessa ordem:
1. Pontuação obtida no confronto direto;
2. Saldo de gols no confronto direto;
3. Número de gols marcados no confronto direto;
4. Saldo de gols total;
5. Número de gols marcados no total;
6. Sorteio.

### Grupo A
| Seleção         | Pts | J | V | E | D | GP | GC | SG |
| --------------- | --- | - | - | - | - | -- | -- | -- |
| Zâmbia          | 5   | 3 | 1 | 2 | 0 | 4  | 1  | +3 |
| Senegal         | 5   | 3 | 1 | 2 | 0 | 1  | 0  | +1 |
| Tanzânia        | 4   | 3 | 1 | 1 | 1 | 2  | 2  | 0  |
| Costa do Marfim | 1   | 3 | 0 | 1 | 2 | 0  | 4  | –4 |

| Mandante        | Resultado | Visitante       |
| --------------- | --------- | --------------- |
| Costa do Marfim | 0–3       | Zâmbia          |
| Senegal         | 1–0       | Tanzânia        |
| Zâmbia          | 0–0       | Senegal         |
| Tanzânia        | 1–0       | Costa do Marfim |
| Costa do Marfim | 0–0       | Senegal         |
| Zâmbia          | 1–1       | Tanzânia        |

### Grupo B
| Seleção  | Pts | J | V | E | D | GP | GC | SG |
| -------- | --- | - | - | - | - | -- | -- | -- |
| Gana     | 5   | 3 | 1 | 2 | 0 | 6  | 2  | +4 |
| RD Congo | 4   | 3 | 1 | 1 | 1 | 2  | 2  | 0  |
| Zimbabwe | 3   | 3 | 0 | 3 | 0 | 2  | 3  | –1 |
| Líbia    | 2   | 3 | 0 | 2 | 1 | 1  | 4  | –3 |

| Mandante | Resultado | Visitante |
| -------- | --------- | --------- |
| Gana     | 2–2       | Zimbabwe  |
| RD Congo | 2–0       | Líbia     |
| Zimbabwe | 1–1       | RD Congo  |
| Líbia    | 1–1       | Gana      |
| Gana     | 3–0       | RD Congo  |
| Zimbabwe | 0–0       | Líbia     |

## Mata-mata
|  | Semifinais               | Semifinais |                          |   | Final | Final |
|  |                          |            |                          |   |       |       |
|  | 4 de março – Bouaké      |            |                          |   |       |       |
|  |                          |            |                          |   |       |       |
|  | Gana (d.p.)              | 1(7)       |                          |   |       |       |
|  | Gana (d.p.)              | 1(7)       | 25 de fevereiro – Abidjã |   |       |       |
|  | Tunísia                  | 1(6)       |                          |   |       |       |
|  | Tunísia                  | 1(6)       | Gana                     | 0 |       |       |
|  | 4 de março – Abidjã      |            | Gana                     | 0 |       |       |
|  |                          | RD Congo   | 2                        |   |       |       |
|  | Zâmbia                   | RD Congo   | 2                        | 1 |       |       |
|  | Zâmbia                   |            |                          | 1 |       |       |
|  | RD Congo                 | 2          |                          |   |       |       |
|  | RD Congo                 | 2          | Terceiro lugar           |   |       |       |
|  |                          |            |                          |   |       |       |
|  | 25 de fevereiro – Abidjã |            |                          |   |       |       |
|  |                          |            |                          |   |       |       |
|  | Senegal                  | 1          |                          |   |       |       |
|  | Senegal                  | 1          |                          |   |       |       |
|  | Zâmbia                   | 2          |                          |   |       |       |

| Campeonato das Nações Africanas de 2009 |
| --------------------------------------- |
| RD Congo Campeã (1.º título)            |